# Хайат-Хантингтон, Анна

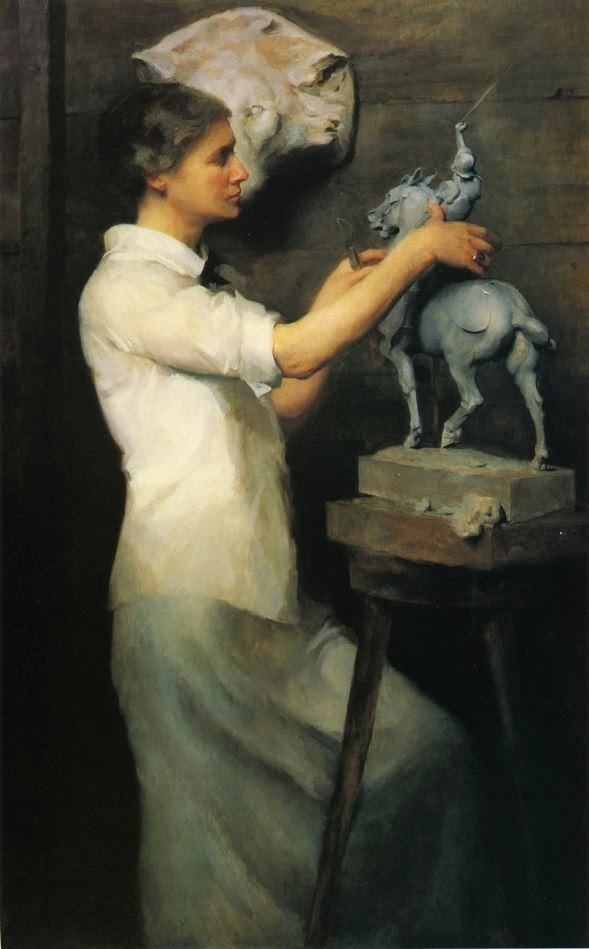
Портрет Анны Хайат-Хантингтон работы Марион Аллен

Анна Вон Хайат-Хантингтон (урождённая Анна Вон Хайат, англ. Anna Vaughn Hyatt Huntington; 10 марта 1876, Кембридж, Массачусетс — 4 октября 1973, Реддинг, Коннектикут) — американский скульптор, известна своими конными статуями и скульптурами животных.

## Жизнь и творчество
Анна родилась в семье известного зоолога Алфеуса Хайата. Профессия отца способствовала развитию у неё интереса к животным, особенно к лошадям.
Вначале девушка желала стать профессиональной скрипачкой и всё своё внимание уделяла игре на этом инструменте. В 1895 году, после её пробы себя как скульптор — девушка для своей сестры Гарриет изваяла из глины группу собак — Анна начинает интересоваться этим видом искусства. Совместно с сестрой она начинает создавать миниатюрные статуэтки — Анна ваяет животных, Гарриет — человеческие фигурки — которые пользуются большим спросом. В 1900 году организована первая персональная выставка скульптуры Анны Хайет — в бостонском Художественном клубе. В том же году она выпускает свои первые крупноформатные работы — две статуи немецких догов из голубого гранита.
Художественное образование сёстры Анна и Гарриет получили в Бостоне, при мастерской скульптора Генри Хадсона Китсона. В 1902, после смерти отца, Анна уезжает в Нью-Йорк, где обучается на курсах Студенческой художественной лиги (англ. Art Students League of New York) у Гермона Аткинса Макнейла. Работая по-прежнему над скульптурами животных, Анна часто, для наблюдения за ними, посещает зоопарк Бронкса. Между 1906—1907 и в 1910—1911 годами она совершает большое путешествие по Европе, посещает Англию, Францию и Италию. Для города Блуа она создаёт конную статую Жанны д’Арк, за которую в 1920 году была награждена правительством Франции орденом Почётного легиона. В 1909 Анна на краткое время возвращается в США.
В 1923 году он выходит замуж за миллионера и филантропа Арчера Мильтона Хантингтона, приёмного сына американского железнодорожного короля Коллиса Поттера Хантингтона. Вместе с мужем Анна много путешествует, в том числе и в Северную Африку. В 1927 году (и приблизительно до 1937 года) она болеет туберкулёзом, однако и в это время продолжает работать как скульптор. В 1930 году её супруг Арчер покупает землю в Южной Каролине, где ими был размещён скульптурный парк Брукгрин Гартенс, в котором сохраняются статуи американских скульпторов XIX—XX веков, а также редкие местные растения и животные. В связи с заболеванием Анны, супруги Хантингтон покупают поместье в коннектикутском Реддинге, отличавшемся тёплым и мягким климатом. Здесь Анна жила и работала до своей смерти в 1973 году.
Была похоронена на кладбище Woodlawn Cemetery в Бронксе, Нью-Йорк.

## Избранные работы
- Две конные статую Жанны д’Арк — в Блуа и в Риверсайд Парк, Манхэттен
- Конная статуя Хосе Марти перед Центральным парком в Нью-Йорке
- Конная статуя американского генерала Исраэля Патнэма в Реддинге, Коннектикут
- Три конных статуи Эль-Сида — в Сан-Диего, Нью-Йорке и в Сан-Франциско

Некоторые скульптуры
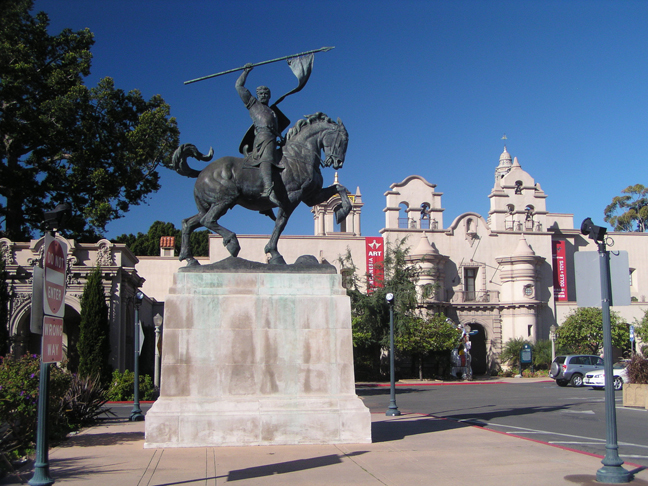
Эль Сид
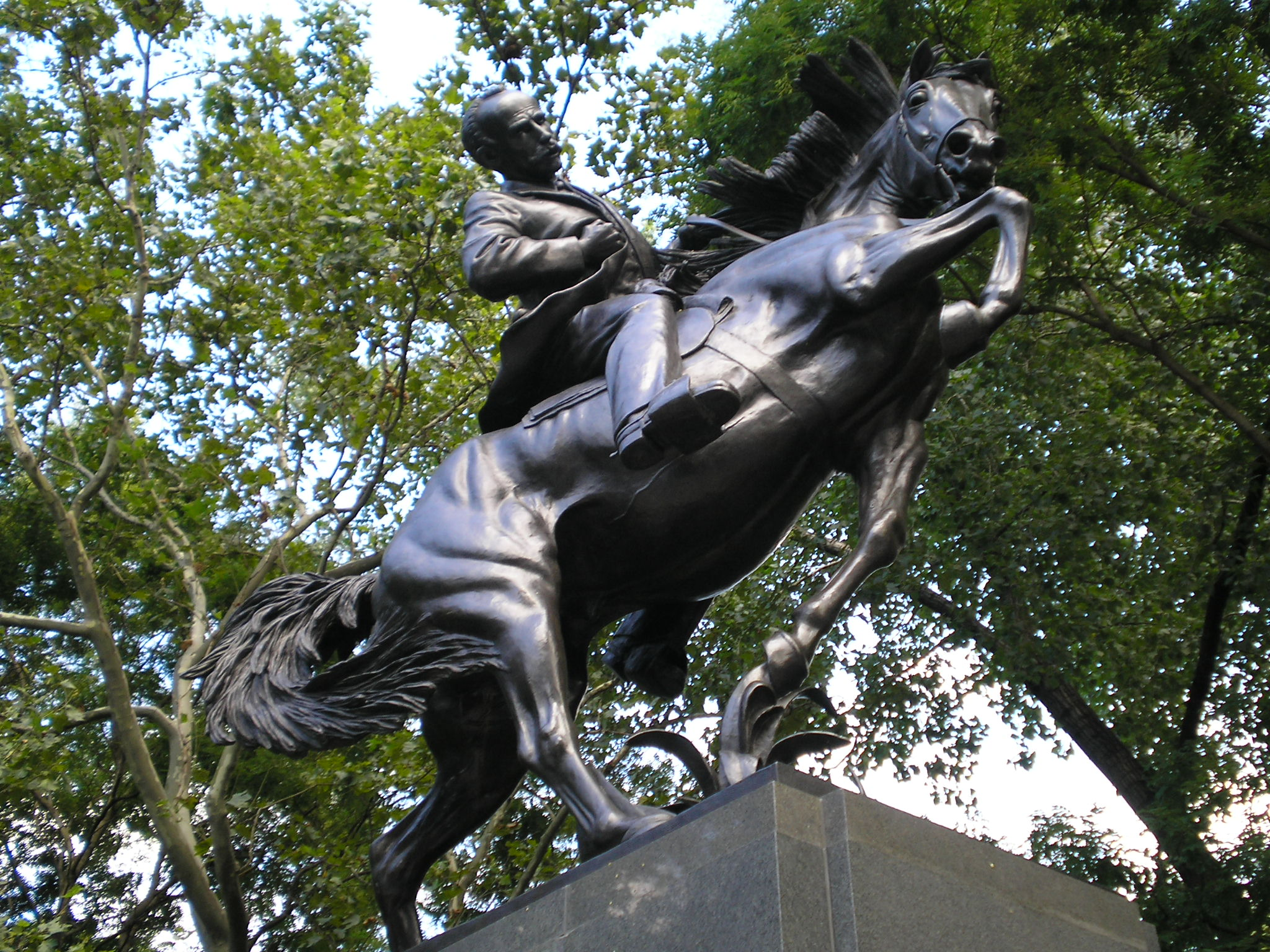
Памятник Хосе Марти
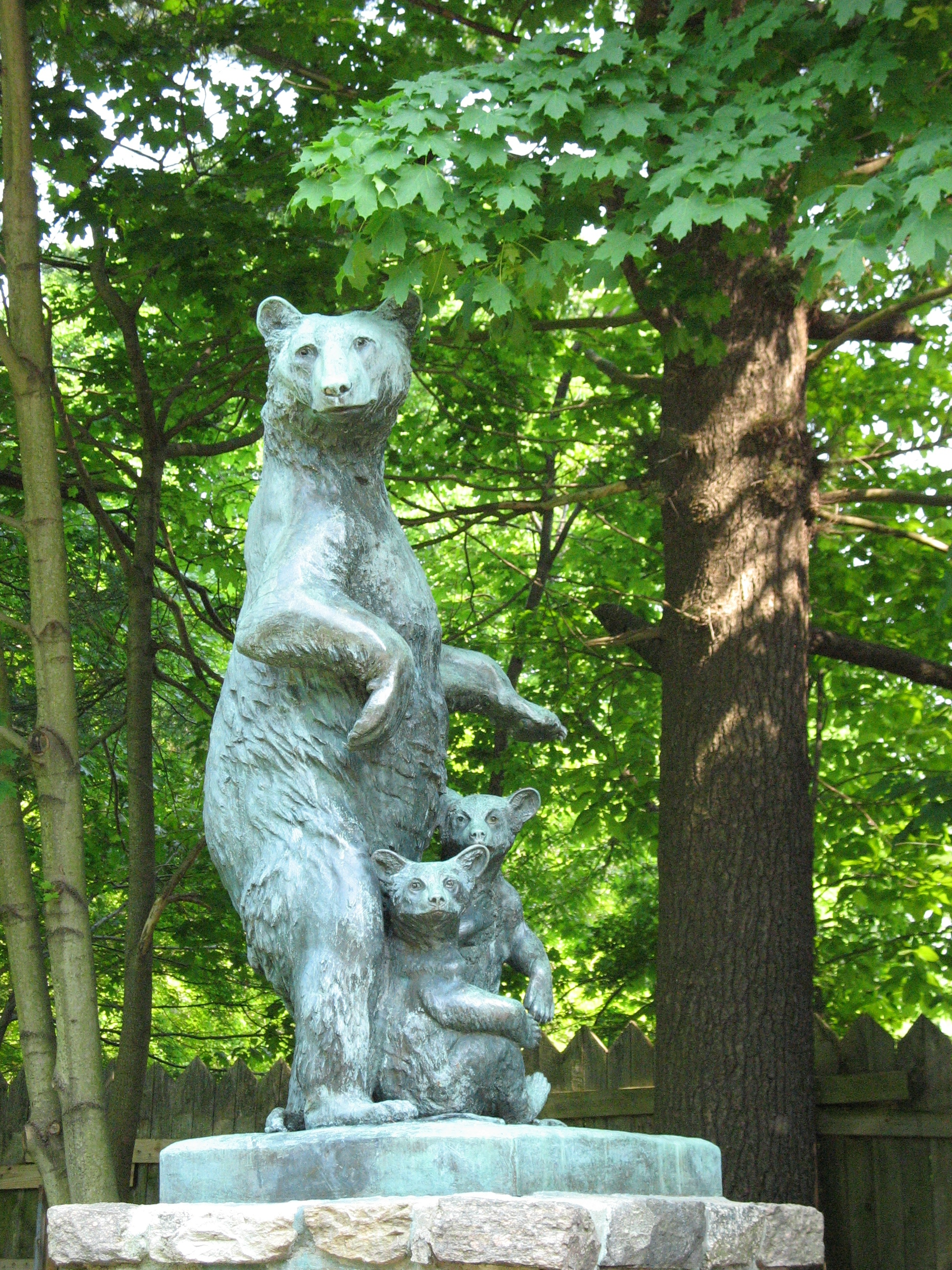
Медведь с малышами
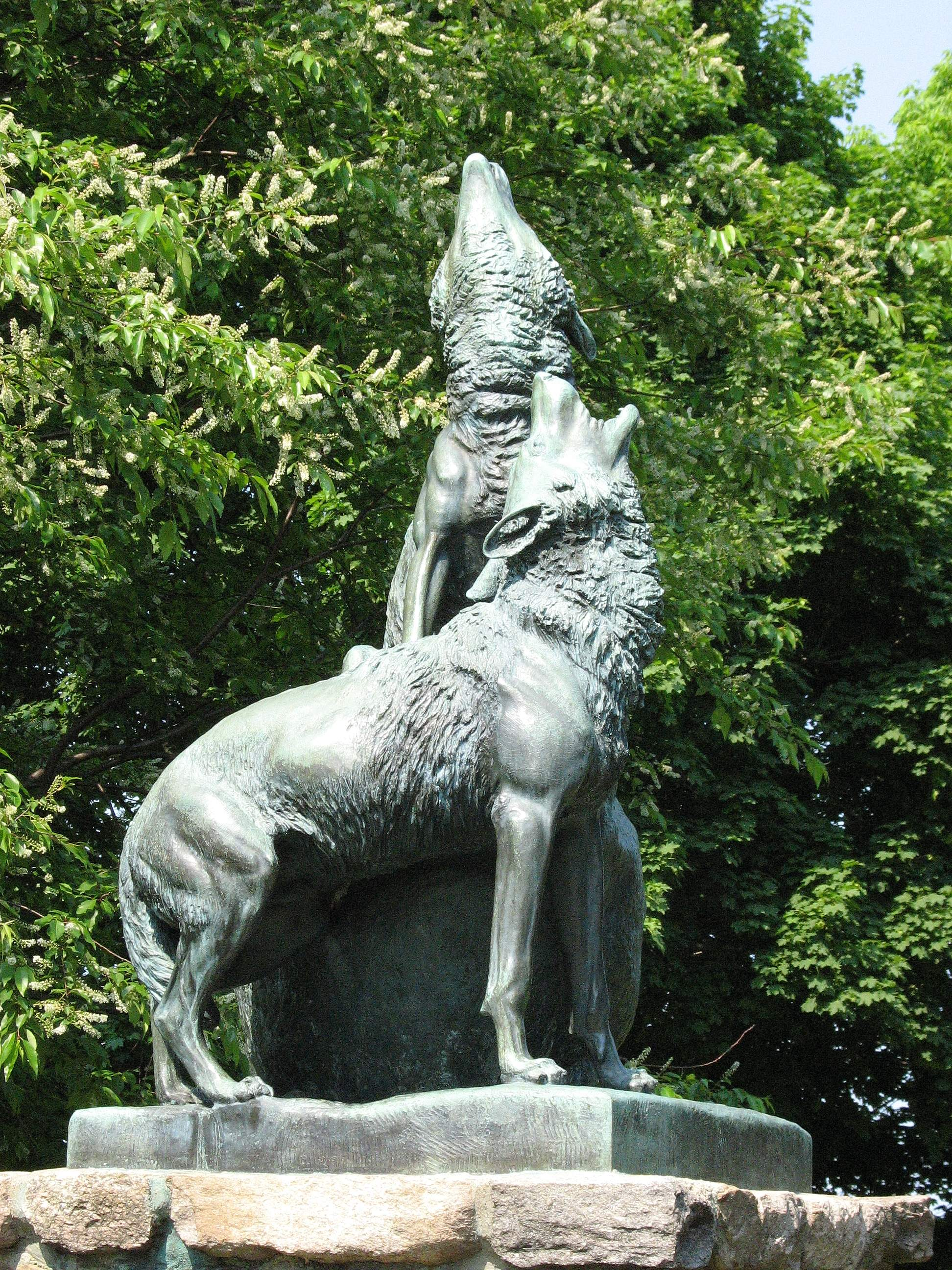
Воющие волки
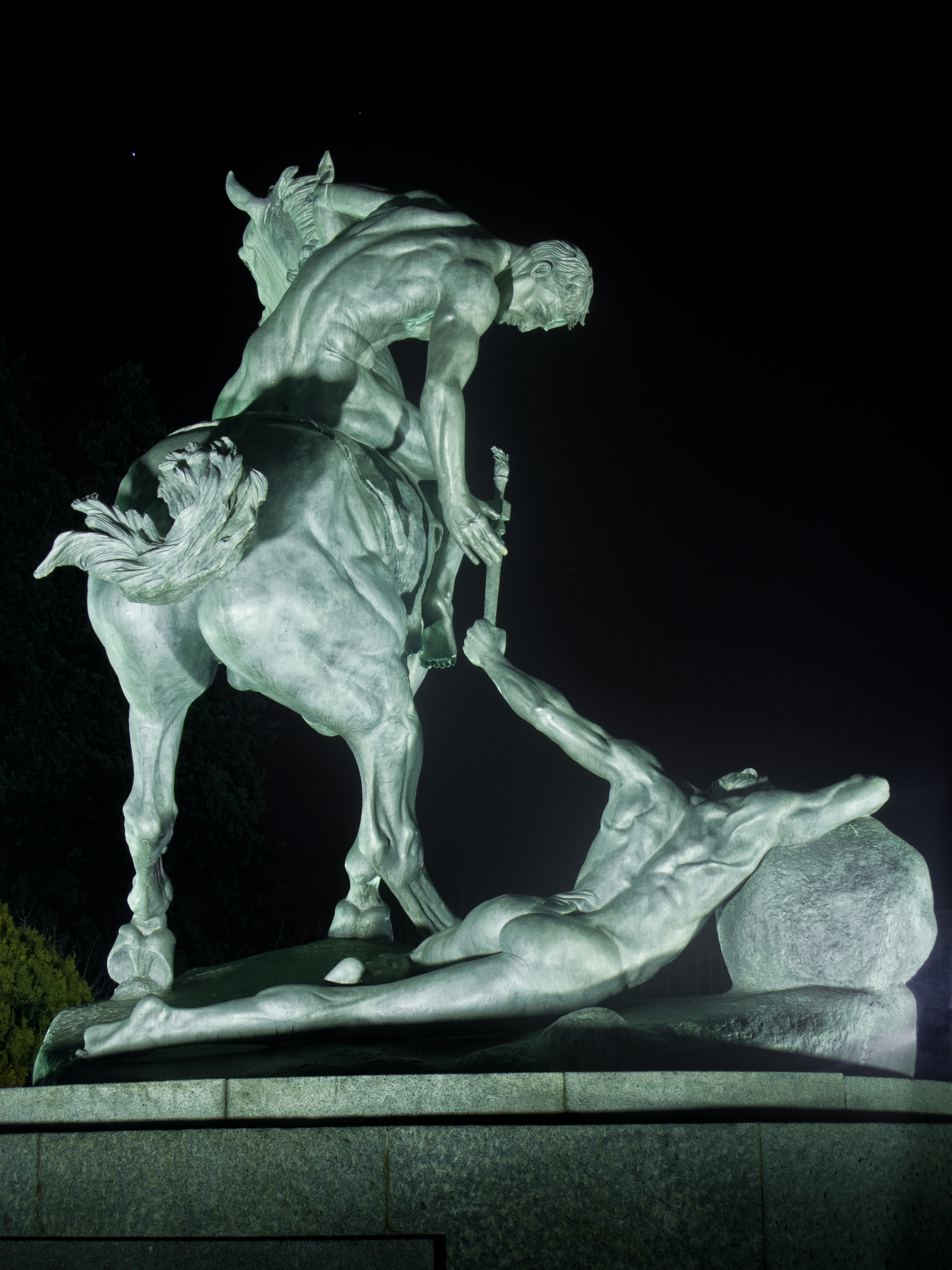
Возле мадридского университета